# 馬漢別特區
47°40′N 51°35′E / 47.667°N 51.583°E

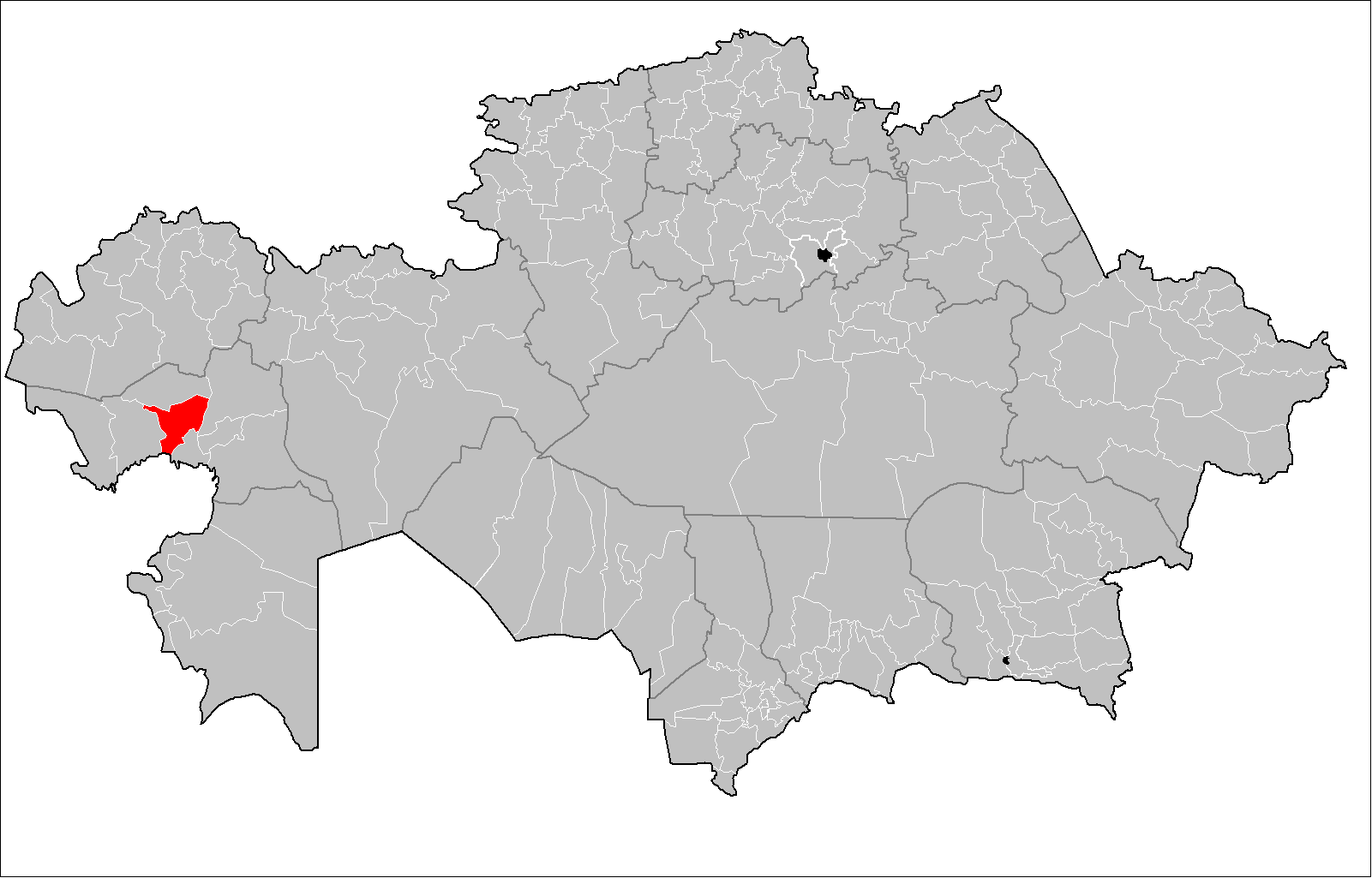

馬漢別特區是哈薩克斯坦的行政區，位於該國西部，由阿特勞州負責管轄，首府設於馬漢別特，始建於1938年，面積9,600平方公里，2013年人口32,104。